# Jiří Wolker
Jiří Wolker (Prostějov, Češka, 29. ožujka 1900. – Prostějov, Češka, 3. siječnja 1924.) bio je lijevo orijentirani (komunistički) češki pjesnik,  novinar i basnopisac. Jedan je od osnivača Češke komunističke partije iz 1921. godine.

## Životopis
Rođen je i odrastao u imućnoj građanskoj obitelji u češkom gradu Prostějovu, nakon gimnazije koju je pohađao u rodnom gradu, krenuo je 1919. na studij prava u Prag. Tu se je zbližio s mladim češkim pjesnicima lijeve orijentacije;  A.M. Píšom, Milošem Jirkom, Františekom Němecom, Zdeněkom Kalistom i Josefom Sukom. 1921. objavio je svoju prvu zbirku poezije Host do domu (Gost u kući). U svojim pjesmama on promatra svijet očima nevina djeteta, a stil mu je jednostavan i nepretenciozan. Nakon toga njegovu pjesmu Svaty Kopeček objavljuje ugledni časopis Červen (Lipanj) i to Wolkeru donosi priznanje da mu rad vrijedi. Wolker, za razliku od pjesnika iz tadašnje suvremene češke avangardne, ima jasnu viziju svijeta kojem teži, a on se temeljio na socijalističkoj ideologiji. Ta njegova pozicija ubrzo od njega stvara zvijezdu cijele generacije čeških pjesnika. Bio je član - Literárne skupine (Književne grupa) iz Brna, ali se od njih udaljio u rujnu 1922. nakon što su oni objavili svoj manifest, koji se njemu činio utopijski. Bio je i član kluba umjetnika oko češkog avangardnog umjetnika Devětsila, ali je napustio i tu grupu zbog njihove prilično apolitične poezije. Nakon toga Wolker se iskušava u pisanju drame i proze. Objavio je zbirku proznih tekstova pod naslovom Tri hry (Tri komada).
U travnju 1923. otkriveno je da boluje od tuberkuloze, neuspješno se liječio u sanatoriju Visokim Tatrama. U studenom 1923. piše svoj vlastiti epitaf, početkom siječnja 1924. umire u dobi od svega 24 godine.
U svim svojim djelima jako je isticao svoje komunističko uvjerenje, a sebe je držao za pjesnika proletarijata i svih obespravljenih. Pjevao je i pisao o nevoljama sirotinje, o sumornoj stvarnosti kapitalističkog velegrada, o napuštenoj siročadi, proljeću, moru koje se igra sa svih pet kontinenata. Dao je biljeg pjesničkoj generaciji koja se po njemu zove "volkerovska", rodonačelnik je poetskog pravca (koji je danas pao u zaborav) a zvao se "proleterska poezija". Tvorac je divnih socijalnih balada (Balada o nerođenom djetetu, Balada o ložačevim očima), zaokupljen vizijom revolucije, bio je pjesnik sanjara, vizionara, svih mladih i poletnih.
Wolker je pjevao i o našem moru (kojeg nije vidio) i zanimao se za južnoslavenske prilike i književnost, tako je prevodio slovenske književnike; Cankara, Gradnika i Kettea.

## Djela
- Host do domu, (Gost u kući) 1921. - zbirka pjesama
- Proletářské umění (Proleterska umjetnost) 1922. - programsko teorijski esej (zajedno s Karel Teigeom)
- Těžká hodina (Teški čas), 1922. - zbirka pjesama, ovitak za knjigu nacrtao je češki slikar Josef Čapek.
- Tři hry (Tri komad) 1923. - zbirka priča
- Do boje, lásko, leť

## Vanjske poveznice
- Wolkerov život i djelo  Arhivirana inačica izvorne stranice od 11. travnja 2008. (Wayback Machine)